# ABCDEFG
ABCDEFG è il quattordicesimo e ultimo album in studio del gruppo musicale britannico Chumbawamba, pubblicato nel 2010.

## Tracce
1. Introduction – 1:01
2. Voices, That's All – 3:30
3. Pickle – 2:43
4. Wagner at the Opera – 2:13
5. Underground – 3:30
6. Torturing James Hetfield – 2:17
7. The Devil's Interval – 4:00
8. Hammer, Stirrup & Anvil – 3:04
9. Puccini Said – 2:02
10. That Same So-So Tune – 2:35
11. Singing Out the Days – 2:18
12. You Don't Exist – 2:36
13. The Song Collector – 3:26
14. Missed – 1:40
15. Ratatatay – 3:40
16. New York Song – 1:13
17. Dance, Idiot, Dance (No Masters Co-operative) – 2:43